# Festiwal Kompozytorów Polskich
Festiwal Kompozytorów Polskich im. H.M. Góreckiego w Bielsku-Białej – największy w Polsce festiwal poświęcony wyłącznie rodzimej muzyce klasycznej, organizowany przez Bielskie Centrum Kultury. Odbywa się od 1996 roku w pierwszej połowie października. Ze względu na pandemię Festiwal nie odbył się w roku 2020 i 2021.

## Historia
Festiwal Kompozytorów Polskich odbywa się w Bielsku-Białej od 1996 roku. Od samego początku jego patronem był Henryk Mikołaj Górecki. Od 2010 roku Festiwal nosi imię kompozytora. W trakcie dwudziestu pięciu lat FKP zaprezentowanych zostało ponad 500 kompozycji 50 polskich twórców, wystąpiło 19 orkiestr, 15 chórów, 10 zespołów kameralnych i ponad setka solistów i dyrygentów. W 2005 roku na festiwalu doszło do światowego prawykonania III Kwartetu smyczkowego „Pieśni śpiewają” H.M. Góreckiego przez Kronos Quartet.

## Patroni Festiwalu
- 1996 – Henryk Mikołaj Górecki
- 1997 – Wojciech Kilar
- 1998 – Stanisław Moniuszko
- 1999 – Fryderyk Chopin
- 2000 – Karol Szymanowski
- 2001 – Zygmunt Konieczny, Zbigniew Preisner, Andrzej Kurylewicz
- 2002 – Mieczysław Karłowicz
- 2003 – Henryk Mikołaj Górecki
- 2004 – Witold Lutosławski
- 2005 – Krzysztof Penderecki
- 2006 – Grażyna Bacewicz, Henryk Wieniawski
- 2007 – Jan Krenz
- 2008 – Ignacy Jan Paderewski
- 2009 – Krzesimir Dębski, Mieczysław Karłowicz
- 2010 – Fryderyk Chopin
- 2011 – Muzyka filmowa: Jan A.P. Kaczmarek, Wojciech Kilar, Waldemar Kazanecki, Andrzej Kurylewicz, Zenon Kowalowski, Krzesimir Dębski, Tadeusz Kocyba, Włodzimierz Korcz, Henryk Kuźniak, Henryk Wars
- 2012 – Muzyka inspirowana górami: Karol Szymanowski, Wojciech Kilar, Jan Kanty Pawluśkiewicz
- 2013 – Henryk Mikołaj Górecki, Witold Lutosławski, Krzysztof Penderecki
- 2014 – Henryk Mikołaj Górecki, Oskar Kolberg, Andrzej Panufnik
- 2015 – Edycja jubileuszowa
- 2016 – Muzyka gór
- 2017 – Henryk Mikołaj Górecki, Mikołaj Górecki, Feliks Nowowiejski
- 2018 – Polska muzyka w 100-lecie odzyskania Niepodległości
- 2019 – Stanisław Moniuszko
- 2022 – 25. lecie Festiwalu Kompozytorów Polskich[7]
- 2023 – Wojciech Kilar
- 2024 – Stanisław Moniuszko